# Килеватость
Килеватость — величина, которая определяется подъёмом судового днища от киля к бортам; её численное значение является переменной величиной по длине судна и измеряется либо высотой подъёма днища над основной плоскостью по линии борта, либо углом между основной плоскостью и обшивкой днища у киля.
Как правило, значительная килеватость снижает способность к дрейфу и сопротивление воды при движении, улучшает показатели остойчивости судна и устойчивости выдерживания заданного курса. Значения угла килеватости для малых скоростных плавсредств и катеров достигает 20—25°, для грузовых судов среднего водоизмещения они не превышают 2—3°, а крупнотоннажные грузовые суда обычно не обладают килеватостью.
Суда без килеватости называют плоскодонными.